# 오오토리 란
오오토리 란(일본어:  鳳 蘭, 1946년 1월 22일 ~ )은 일본 다카라즈카 가극단의 전성조 톱스타로, 뮤지컬 여배우이다. 효고현 고베시 출신이다.